# Göran Adamson
Göran Axel Adamson, född den 26 november 1963 i Markaryds församling i Kronobergs län, är en svensk sociolog.

## Biografi
Adamson tog filosofie doktor-examen i sociologi vid London School of Economics and Political Science 2010. Hans avhandling handlar om högerpopulism i Europa (framför allt Freiheitliche Partei Österreichs) och frågeställningen var: Varför röstar människor på dessa partier? 
År 2014 gav han ut boken Svensk mångfaldspolitik. En kritik från vänster. Boken handlar om multikulturalismens roll i samhället med särskilt fokus på svenska lärosäten och tar fasta dels på rapporten Mångfald i högskolan, dels på lärosätenas lokala mångfaldsplaner. 
Adamson var fram till 2015 verksam vid Malmö högskola och hade 2014–2015 ett externt lektorat vid Köpenhamns universitet. Han var från 2014 lektor vid Avdelningen för socialpedagogik och sociologi på Högskolan Väst.

## Publicerade böcker
- The spectre of Austria. Reappraising the rise of the Freedom Party from 1986 to 2000 (doktorsavhandling; London School of Economics and Political Science, London 2010).
- Svensk mångfaldspolitik. En kritik från vänster (Arx, Malmö 2014).
- The Trojan horse. A leftist critique of multiculturalism in the West (Arx, Malmö 2015).
- Populist parties and the failure of the political elites. The rise of the Austrian Freedom Party (FPÖ) (Peter Lang, New York 2016).
- Masochist Nationalism. Multicultural Self-Hatred ant the Infatuation With the Exotic (Taylor & Francis, Ebook 2021)